# Crypsiptya ruficostalis
Crypsiptya ruficostalis là một loài bướm đêm trong họ Crambidae.